# Lantzia
Lantzia is een geslacht van weekdieren uit de klasse van de Gastropoda (slakken).

## Soorten
- Lantzia carinata Jousseaume, 1872